# Promise Land (Giant)
Promise Land è il quarto album in studio del gruppo musicale statunitense Giant, pubblicato nel febbraio 2010 dalla Frontiers Records.

## Tracce
1. Believer (Redux) – 4:35
2. Promise Land – 5:40
3. Never Surrender – 4:44
4. Our Love – 4:16
5. Prisoner of Love – 4:19
6. Two Worlds – 4:37
7. Plenty of Love – 4:42
8. Through My Eyes – 4:05
9. I'll Wait for You – 4:44
10. Dying to See You – 3:58
11. Double Trouble – 4:29
12. Complicated Man – 3:13
13. Save Me – 3:44

## Formazione
- Terry Brock – voce
- John Roth – chitarre
- Mike Brignardello – basso
- David Huff – batteria